# Десислава Ковачева
Десислава Ковачева е български филмов и телевизионен продуцент и сценарист.

## Биография
Родена е на 24 април 1973 година в София. Завършва АМТИИ, специалност „Пиано“ и „Артмениджмънт“. Дебютира в киното с игралния филм „Гераците“ (2008). Следват „Преглед на вътрешните пространства“ (2017, игрален 80 мин), „Бягай“ 2019, (игрален, 90 мин), „Ботев“ (2022, игрален, 140), „1349 лето Господне“ (2023, игрален). Създател на продуцентската компания „Дема филм“.

## Филмография

### Продуцент
- „1349 лето Господне“ (2023, игрален)
- „Ботев“ (2022, игрален, 140)
- „Бягай“ 2019, (игрален, 90 мин)
- „Преглед на вътрешните пространства“ (2017, игрален 80 мин)
- „В ложата на тротоара“ (2010, документален, 45 мин)
- „Гераците“ (2008, игрален, 85 мин)

### Изпълнителен продуцент
- „Смартфонът беглец“ (2019, игрален, 92 мин)
- „На педя от земята“ (2016, игрален, 120 мин)
- „Дякон Левски“ (2015, игрален, 130 мин)

### Сценарист
- „1349 лето Господне“ (2023, игрален)
- „Ботев“ (2022, игрален, 140 мин)